# Henry Frères
Henry Frères ist ein Einschlagkrater am westlichen Rand der Mondvorderseite, westlich des Mare Humorum, nordwestlich des Kraters Henry und östlich von Byrgius.
Der Kraterrand ist wenig erodiert und das Innere weit konzentrische Strukturen auf.
| Buchstabe | Position           | Durchmesser | Link |
| --------- | ------------------ | ----------- | ---- |
| C         | 24,64° S, 59,82° W | 35 km       |      |
| E         | 24,61° S, 60,12° W | 4 km        |      |
| G         | 22,86° S, 58,07° W | 4 km        |      |
| H         | 22,32° S, 56,81° W | 7 km        |      |
| R         | 21,54° S, 57,88° W | 7 km        |      |
| S         | 20,5° S, 56,46° W  | 6 km        |      |

Der Krater wurde 1961 von der IAU nach den französischen Astronomen Paul und Prosper Henry offiziell Henry Frères („Gebrüder Henry“) benannt.